# Battaglia di Marj al-Dibaj
La battaglia di Marj-ud-Deebaj fu combattuta tra l'esercito bizantino, sopravvissuti alla conquista di Damasco, e l'esercito califfato Rashidun nel mese di settembre 634. È stato un raid successo dopo tre giorni di armistizio, sui sopravvissuti bizantini della conquista di Damasco.